# Нахант (Масачусетс)
Нахант (енгл. Nahant) насељено је место без административног статуса у америчкој савезној држави Масачусетс.

## Демографија
По попису из 2010. године број становника је 3.410, што је 222 (-6,1%) становника мање него 2000. године.
|                   | 2010.          | 2000.          |
| Укупно            | 3 410 (100,0%) | 3 632 (100,0%) |
| Белци             | 3 257 (95,51%) | 3 504 (96,48%) |
| Азијати           | 58 (1,701%)    | 39 (1,074%)    |
| Хиспаноамериканци | 52 (1,525%)    | 39 (1,074%)    |
| Остали            | 27 (0,792%)    | 36 (0,991%)    |
| Афроамериканци    | 16 (0,469%)    | 14 (0,385%)    |